# Sergej Zaljotin
Sergej Viktorovitsj Zaljotin (Russisch: Сергей Викторович Залётин) (Sjtsjjokino, 21 april 1962) is een Russisch voormalig ruimtevaarder. Hij verbleef aan boord van het ruimtestation Mir en het Internationaal ruimtestation ISS.
In 1990 werd Zaljotin geselecteerd als astronaut door de Russische ruimtevaartorganisatie Roskosmos. Hij voltooide zijn training in 1992. Zaljotin’s eerste ruimtevlucht was Sojoez TM-30 en vond plaats op 4 april 2000. Tijdens deze missie verbleef hij aan boord van het ruimtestation Mir en maakte hij een ruimtewandeling. Twee jaar later bezocht hij tijdens Sojoez TMA-1 het ISS. In 2014 ging hij als astronaut met pensioen.